# 오이라세정
오이라세정(일본어: おいらせ町)은 일본 아오모리현 동부 가미키타군의 정이다.

## 지리
가미키타군 동남부에 위치하고 동부는 태평양과 접한다. 도와다호에서 발원하는 정명의 유래가 된 오이라세강이 동서로 흐른다. 또 인접하는 하치노헤시, 미사와시의 베드타운화가 진행되고 있다.

### 인접한 자치체
- 미사와시
- 하치노헤시
- 가미키타군 로쿠노헤정
- 산노헤군 고노헤정

## 역사
- 2006년 3월 1일 - 가미키타군 시모다정·모모이시정이 합병해 성립하였다.

## 교통

### 철도
- 아오이모리 철도 시모다역, 무카이야마역이 정내에 있는 철도역이다. 신칸센은 하치노헤역을 이용해야 한다.

### 도로
- 국도 제45호선
- 국도 제338호선

## 인구
| 연도 | 인구   | ±%     |
| ---- | ------ | ------ |
| 1950 | 15,958 | —      |
| 1960 | 17,709 | +11.0% |
| 1970 | 17,036 | −3.8%  |
| 1980 | 17,637 | +3.5%  |
| 1990 | 19,120 | +8.4%  |
| 2000 | 23,220 | +21.4% |
| 2010 | 24,188 | +4.2%  |